# KTM・990アドベンチャー
990アドベンチャー（990 ADVENTURE）は2006年からKTM Sportmotorcycle AGが製造している、4ストローク999 ccのオートバイである。本格的にオフロードを走行するためKTM・950アドベンチャーを改良し、高速走行におけるライダーの疲労軽減を果たしている。同年にサスストロークの延長並びにハイシートを装備したオフロード仕様のS、2009年にはSに代わってABSを標準装備しより115 PSにパワーUPしたエンジンを搭載した上級グレードのR、2011年はRに代わり高出力エンジンのみ搭載したダカールグラフィックモデルも発売。2012年はダカールモデルに準じた仕様に一本化。ダカールモデルは本国でブロックタイヤD908RRを装着している。
- 2006 - 2008年：98 PS 標準モデルはオレンジとグレーの2種、Sモデルはブルー
- 2009 - 2010年：標準モデル108 PSにUP オレンジと白の2種、Rモデルは115 PSでグレー
- 2011年：標準モデルに変更なし、Rモデルに代わりブルーのダカールモデル登場
- 2012年：標準モデルがダカールモデル相当になり一本化、白とブルーの2種

2009年よりフロントスプロケットが17 Tから16 Tへ変更となっている。